# Эрхардт, Аннели
Аннели Эрхардт (нем. Annelie Ehrhardt, урождённая Янс нем. Jahns; 18 июня 1950, Хётенслебен, Саксония-Анхальт — 22 октября 2024, Магдебург) — восточногерманская легкоатлетка, барьеристка, чемпионка Олимпийских игр 1972 года в Мюнхене в беге на 100 метров с барьерами.

## Биография

### Юношеские годы
Спортивная карьера Аннели Эрхардт началась в 1961 году, когда она поступила в спортивный интернат Хальберштадт (нем. Sportinternat Halberstadt). В 1966 году к ней пришёл первый спортивный успех — победа на юношеской спартакиаде в беге на 80 метров с барьерами. В том же году она перешла в спортивную школу клуба СК Магдебург, где тренировалась под руководством Клауса Вюббенхорста (нем. Klaus Wübbenhorst). В 1967 году она второй раз стала чемпионкой юношеской спартакиады, а в 1968 году победила на Европейских юношеских играх в Одессе, а затем на юниорском чемпионате Европы в Лейпциге (11,1 с).

### 1970—1971
В 1970 году Аннели вышла замуж за гребца-каноиста Манфреда Эрхардта и с этого времени выступала под фамилией Эрхардт.
5 июля 1970 года на чемпионате ГДР она повторила мировой рекорд на дистанции 200 метров с барьерами (25,8 с). В марте 1971 года она занимает второе место после лучшей барьеристки мира Карин Бальцер на дистанции 60 метров с барьерами на зимнем чемпионате Европы в Хельсинки.
В том же году Эрхардт завоевала серебряную медаль чемпионата Европы на дистанции 100 метров с барьерами.

### 1972. Олимпиада в Мюнхене
С этого времени Эрхардт, ранее находившаяся в тени своей подруги по команде, начинает выходить на ведущие позиции в женском барьерном беге. 28 июня 1972 года в Потсдаме Эрхардт показывает на дистанции 100 метров с барьерами результат 12,5 с, что на 0,1 секунды лучше мирового рекорда Карин Бальцер.
В 1972 году Аннели Эрхардт является явным фаворитом. Она устанавливает, а затем повторяет мировой рекорд на дистанции 100 метров с барьерами — 12,5 с. Кроме неё такой же результат в этом году имела австралийка Памела Килборн-Райан. На Олимпийских играх в Мюнхене Эрхардт с самого начала демонстрирует значительное преимущество перед соперницами. В предварительных забегах она показывает лучшее время 12,70 с (против 12,93 и 12,94 у её основных соперниц Памелы Килборн-Райан и румынки Валерии Штефанеску). В полуфинале она опять лучшая (12,73 c), хотя сразу пятеро её соперниц показывают время лучше 13 секунд.
В финале лучше всех стартовали Райан и Эрхардт, однако Эрхардт с каждым шагом увеличивала преимущество и финишировала первой с результатом 12,59 с. Карин Бальцер в середине дистанции догнала Райан, однако за счёт стремительного финиша её обошла Штефанеску, которая финишировала второй, уступив Эрхардт 0,25 секунды. По сей день это самый большой разрыв между чемпионкой и серебряным призёром на этой дистанции за всю историю Олимпиад. Бальцер финишировала третьей через 0,31 с после Эрхардт. Результат победительницы стал первым официально зарегистрированным мировым рекордом на этой дистанции по электронному секундомеру.

### 1973—1975
22 июля 1973 года на чемпионате ГДР в Дрездене Эрхардт пробегает дистанцию за 12,3 секунды по ручному секундомеру, что на 0,2 секунды лучше её же мирового рекорда. Электронный секундомер, однако, показывает 12,66 с, что хуже её «электронного» времени на Олимпиаде 1972 года. Этот результат становится последним официально зарегистрированным мировым рекордом по ручному секундомеру. В дальнейшем рекорды фиксировались только электроникой.
В 1974 году Эрхардт побеждает на чемпионате Европы.

### 1976. Олимпиада в Монреале
В 1976 году в Монреале на своей второй Олимпиаде из-за травм Эрхардт не смогла выступить в полную силу. Во втором полуфинале она заняла третье место, которое позволяло ей пройти в финал, однако бежавшая здесь же советская спортсменка Любовь Кононова вышла за пределы своей дорожки и столкнулась с серебряным призёром прошлой Олимпиады румынкой Валерией Штефанеску, которая в результате пришла только шестой. Любовь Кононова была дисквалифицирована, забег повторили. В повторном забеге Эрхардт заняла пятое место и не прошла в финал. Вскоре после Олимпиады Эрхардт ушла из большого спорта.
22 октября 2024 года было объявлено о смерти Эрхардт.